# Argimusco
El Argimusco es una meseta ubicada en Sicilia, justo al norte del volcán Etna, aproximadamente en el límite entre Nebrodi y Peloritani, y está dividida administrativamente entre los municipios de Montalbano Elicona, Tripi (en donde se encuentra el sitio de  Abaceno) y Roccella Valdemone.
Desde la meseta puede apreciarse el Etna, las Islas Eolias, las montañas, Rocca Novara y Montaña de Verna, capo Tindari, cabo Calava y cabo Milazzo. Es parte del Bosque di Malabotta.

## Descripción
En esta área hay numerosas rocas de arenisca de cuarzo, modeladas en una forma curiosa y sugestiva. Las piedras tienen formas particulares, cuya naturaleza debe asociarse con erosión eólica o quizás con una antigua intervención humana.
Aunque todavía no hay un estudio sistemático en el sitio, incluidas las excavaciones y las investigaciones arqueológicas, algunos expertos en historia local han identificado varias figuras en forma de rocas que dan nombre e identificación.
La proximidad de la ciudad de Montalbano Elicona, donde permaneció varias veces Arnaldo de Villanueva, que frecuentaba el sitio para rituales esotéricos, aumentan el interés en esta meseta.